# داني نيومان
داني نيومان (بالعبرية: דני נוימן‏) هو محامي ووكيل نيابة ومدرب كرة قدم ولاعب كرة قدم إسرائيلي في مركز الوسط، ولد في 8 فبراير 1955 في القدس في إسرائيل. شارك مع منتخب إسرائيل لكرة القدم. أما مع النوادي، فقد لعب مع بيتار القدس ونادي مكابي تل أبيب.

## وصلات خارجية
- داني نيومان على موقع ناشيونال فوتبول تيمز (الإنجليزية)